# GPR182
GPR182 (англ. G protein-coupled receptor 182) – білок, який кодується однойменним геном, розташованим у людей на короткому плечі 12-ї хромосоми. Довжина поліпептидного ланцюга білка становить 404 амінокислот, а молекулярна маса — 45 323.
| 10         |  | 20         |  | 30         |  | 40         |  | 50         |
| ---------- |  | ---------- |  | ---------- |  | ---------- |  | ---------- |
| MSVKPSWGPG |  | PSEGVTAVPT |  | SDLGEIHNWT |  | ELLDLFNHTL |  | SECHVELSQS |
| TKRVVLFALY |  | LAMFVVGLVE |  | NLLVICVNWR |  | GSGRAGLMNL |  | YILNMAIADL |
| GIVLSLPVWM |  | LEVTLDYTWL |  | WGSFSCRFTH |  | YFYFVNMYSS |  | IFFLVCLSVD |
| RYVTLTSASP |  | SWQRYQHRVR |  | RAMCAGIWVL |  | SAIIPLPEVV |  | HIQLVEGPEP |
| MCLFMAPFET |  | YSTWALAVAL |  | STTILGFLLP |  | FPLITVFNVL |  | TACRLRQPGQ |
| PKSRRHCLLL |  | CAYVAVFVMC |  | WLPYHVTLLL |  | LTLHGTHISL |  | HCHLVHLLYF |
| FYDVIDCFSM |  | LHCVINPILY |  | NFLSPHFRGR |  | LLNAVVHYLP |  | KDQTKAGTCA |
| SSSSCSTQHS |  | IIITKGDSQP |  | AAAAPHPEPS |  | LSFQAHHLLP |  | NTSPISPTQP |
| LTPS       |  |            |  |            |  |            |  |            |

A: Аланін

C: Цистеїн

D: Аспарагінова кислота

E: Глутамінова кислота

F: Фенілаланін

G: Гліцин

H: Гістидин

I: Ізолейцин

K: Лізин

L: Лейцин

M: Метіонін

N: Аспарагін

P: Пролін

Q: Глутамін

R: Аргінін

S: Серин

T: Треонін

V: Валін

W: Триптофан

Кодований геном білок за функціями належить до рецепторів, g-білокспряжених рецепторів, білків внутрішньоклітинного сигналінгу. 
Локалізований у клітинній мембрані, мембрані.